# Bedžaja
Baie de bejaia.jpg
Bedžaja (арап. بجاية ) je mediteranski lučki grad na obali Zaliva Bedžaja u Alžiru; odnosno glavni grad provincije provincije Bedžaja u Kabiliji. Pod francuskom vlašću je bio poznat pod različitim imenima u raznim evropskim jezicima — Budschaja na njemačkom Bugia na italijanskom kao i Bougie (poslednja dva znače svijeća, što je direktna asocijacija na trgovinu voskom). Bedžaja je najveći grad u Kabiliji (drugi najveći je Tizi Ouzou), i najveće naselje u kome se govori kabilski jezik.
Grad su prvi nastanili numidijski Berberi, a u Starom vijeku je služio kao manja luka Kartaginjanima i Rimljanima. Car Vespazijan je u njoj osnovao koloniju pod imenom Saldae, koja je pripadala provinciji Mauretania Caesariensis. Kraće vrijeme je služila kao prijestolnica Vandalskog Kraljevstva od 5. do 6. vijeka. Nakon što su Sjevernu Afriku zauzeli Bizantinci, izgubio je na važnosti. Procvao je stekla tek krajem 11. vijeka kada su Hamadidi potisnuti iz unutrašnjosti; grad su 1152. osvojili Almohadi, a u 13. vijeku ga dobili Hafsidi. Od 1510. do 1555. bio je pod španskom vlašću, prije nego što su ga zauzele Osmanlije. Dugo vremena je bilo uporište berberskih pirata, prije nego što su ga 1833. osvojili Francuzi.

## Stanovništvo
Godine 2005. je grad imao 187.076 stanovnika, a cijela vilaja (provincija) 905.000 
| Godina | Stanovništvo | Godina | Stanovništvo                   |
| ------ | ------------ | ------ | ------------------------------ |
| 1901   | 14.600       | 1954   | 43.900                         |
| 1906   | 17.500       | 1960   | 63.000                         |
| 1911   | 10.000       | 1966   | 49.900                         |
| 1921   | 19.400       | 1974   | 104.000                        |
| 1926   | 15.900       | 1977   | 74.000 (grad) 89.500 (opština) |
| 1931   | 25.300       | 1987   | 114.500                        |
| 1936   | 30.700       | 1998   | 144.400                        |
| 1948   | 28.500       |        |                                |